# The Toxic Avenger (pel·lícula de 1984)
The Toxic Avenger és una pel·lícula de superherois de comèdia negra slasher estatunidenca del 1984 dirigida per Michael Herz i Lloyd Kaufman (acreditat com a Samuel Weil) d'un guió de Joe Ritter, basat en una història de Kaufman. La pel·lícula va ser produïda i estrenada per Troma Entertainment. És la primera entrega de la sèrie de pel·lícules The Toxic Avenger i va generar una franquícia.

## Argument
Melvin Ferd Junko III és un conserge de 98 lliures en un club de salut a la ciutat fictícia de Tromaville, Nova Jersey, on un grup de clients assassins incògnits (Bozo, Slug, Wanda i Julie) l’assetgen regularment i l’intimiden.
Un dia, el grup enganya a Melvin perquè porti un tutú rosa i abraça, sense saber-ho, una ovella real que pensava que era Julie. És ridiculitzat i perseguit pel club de salut. Finalment, salta per una finestra del segon pis i cau en un bidó de residus tòxics, que es trobava en un camió pla aparcat fora. Els residus tòxics li cremen la pell i l’incendien. Després de fugir pel carrer, en Melvin torna a casa per alleujar-se a la seva banyera. Tanmateix, les substàncies químiques el transformen en un mutant horriblement deformat amb una mida i força sobrehumanes.
Mentrestant, un grup de narcotraficants, liderats per Cigar Face, intenten subornar un agent de policia. Quan ell es nega a acceptar els diners, Cigar Face i la seva colla es preparen per castrar-lo. Melvin apareix de sobte i mata els criminals, i després els deixa una fregona a la cara com a targeta de visita. Cigar Face s'escapa, prometent venjar-se.
Quan Melvin torna a casa, la seva mare li té por i no el deixa entrar a casa. Aleshores construeix una casa improvisada al dipòsit de ferralla local.
Una banda de tres homes assalta un restaurant mexicà i ataca una dona cega, anomenada Sara. Maten el seu gos guia i intenten violar-la, però Melvin els atura quan els ataca. Aleshores, Melvin porta la Sara a casa seva, on es coneixen i s'impliquen sentimentalment.
Melvin continua lluitant contra el crim, inclosos els traficants de drogues i els proxenetes de prostitutes menors d'edat. Mentre Melvin ajuda a la gent de la ciutat i és celebrat com un heroi, l'alcalde Belgoody es preocupa. Resulta que l'alcalde és el líder de l'extensa xarxa criminal de Tromaville i tem que la veritat sigui exposada. Vol que Melvin se'n vagi.
Un grup d'homes, liderats per Cigar Face, finalment envolta Melvin amb armes. Just abans de disparar contra ell, salta cap a una escala de foc i es disparen entre ells.
Melvin es venja dels quatre assetjadors del club de salut que van provocar la seva transformació. Primer ataca a Wanda a la sauna del club de salut i li crema l'esquena a l'escalfador. Després torna al club, persegueix a Julie fins al soterrani i li talla els cabells. Finalment s'enfronta a Bozo i Slug després que hagin colpejat una dona i li robin el cotxe. Intenten atropellar a Melvin, però ell salta al sostre i llença en Slug fora del cotxe en moviment. Aleshores, Melvin entra i treu el volant, fent que en Bozo s'allunyi pel costat d'un penya-segat. El cotxe explota, matant en Bozo. Melvin surt il·lès i marxa.
Quan Melvin mata una dona aparentment innocent en una tintoreria (que, de fet, era líder d'una xarxa clandestina de tràfic de persones), Belgoody truca a la Guàrdia Nacional dels Estats Units. De tornada a la seva casa de ferralla, Melvin està horroritzat pel que s'ha convertit. Ell i la Sara decideixen allunyar-se de la ciutat i cap al bosc proper.
Melvin i Sara són finalment descoberts, i l'alcalde i la Guàrdia Nacional vénen a matar-lo. Tanmateix, la gent de Tromaville intervé i la mare de Melvin identifica el mutant com el seu fill. Les males maneres de l'alcalde es revelen, i en Melvin li arrenca els òrgans per veure si té "alguna tripa". Aclamat com un heroi, Toxic Avenger continua lluitant contra el crim a Tromaville.

## Repartiment
- Mitch Cohen com Melvin Ferd Junko III/The Toxic Avenger
  - Kenneth Kessler com a La veu de Melvin Ferd Junko III/The Toxic Avenger
- Mark Torgl com a Melvin Ferd Junko III
- Andree Maranda com a Sara
- Pat Ryan Jr. com a alcalde Peter Belgoody Goldberg
- Sarabel Levinson com la senyora Ferd Junko
- Dan Snow com "Cigar Face"
- Dick Martinsen com a oficial O'Clancy
- Gary Schneider com a "Bozo"
- Robert Prichard com "Slug"
- Jennifer Babt és Wanda
- Cindy Manion com a Julie
- Chris Liano com a Walter Harris
- David Weiss com a cap de policia
- Doug Isbecque com a "Knuckles"
- Charles Lee Jr. com "Nipples"
- Pat Kilpatrick com a Leroy
- Larry Sulton com a Frank
- Michael Russo com a Rico
- Al Pia com a Tom Wrightson
- Dennis Souder com a traficant de drogues
- Steven Zmed com a Gaseous Maximus, la paperera humana
- Xavier Barquet com a home afusellat al restaurant
- Reuben Guss com el Dr. Snodburger
- Matt Klan com a Boy Hero
- Dominick Calvitto com Skippy, noi en bicicleta
- Marisa Tomei (versió del director) com noia a l’habitació

## Producció
El 1975, Lloyd Kaufman va tenir la idea de rodar una pel·lícula de terror que involucrava un club de salut mentre actuava com a supervisor de preproducció al plató de Rocky. Anys més tard, al Festival de Cinema de Canes, Kaufman va llegir un article que deia que les pel·lícules de terror ja no eren populars, així que va decidir produir la seva pròpia versió basada en la seva idea. Se li va donar el títol de treball original de Health Club Horror i finalment se la va retitular.

### Rodatge
La fotografia principal de The Toxic Avenger va tenir lloc a diversos llocs de Nova Jersey, la majoria rodada a Boonton i als voltants. L'escena de la persecució de cotxes, que acaba amb un cotxe sortint per un penya-segat i explotant, es va filmar a Jersey City. L'escena es va inspirar en l'escena final del camió de la pel·lícula de George Miller Mad Max 2. El rodatge es va completar el 1983.

## Estrena

### Als cinemes
Troma Entertainment va llançar The Toxic Avenger inicialment el 1984, rebent una primera ressenya de Variety a finals de desembre. Durant l'any següent, la pel·lícula va tenir una exhibició com a pel·lícula de mitjanit a la pantalla única del Bleeker Street Cinema a Nova York. El 4 d'abril de 1986, la pel·lícula es va estrenar en 45 pantalles i va guanyar 140.000 dòlars el cap de setmana d'obertura.

### Mitjans domèstics
The Toxic Avenger va ser llançat per Troma a VHS i Betamax el 1986 i per primera vegada en DVD el 25 de març de 1998. Més tard es va re- llançat per Troma el 20 de novembre de 2000 i de nou el 3 de setembre de 2002; amb l'últim llançament de la pel·lícula formant part d'un paquet de pel·lícules de 4 Disk Toxic Avenger. Més tard, Prism va recollir la pel·lícula per a la seva distribució, que va estrenar la pel·lícula en DVD el 2 de febrer de 2004. Aleshores Troma va llançar la seva pròpia versió de l'edició del 21è aniversari el 29 de març de 2005. El 7 de març de 2006, la pel·lícula va ser publicades de nou en DVD per Koch Entertainment. La pel·lícula no rebria un altre llançament a la premsa domèstica fins que Troma va llançar un "Tall japonès" de la pel·lícula l'11 de desembre de 2012. Troma va estrenar la pel·lícula per primera vegada en Blu-ray el 12 d'agost de 2014. El novembre de 2014. 18, més tard aquell any, va ser llançat de nou en Blu-ray per Import Vendor.

## Recepció

### Resposta crítica
A l'agregador de ressenyes Rotten Tomatoes, The Toxic Avenger té una puntuació d'aprovació del 70%, basada en 20 ressenyes, i una puntuació mitjana de 5,5/10. El seu consens diu: "Una parodia de superheroi ximple i obstinada, l'humor desinhibit de Toxic Avenger colpeja més del que falla." A Metacritic, la pel·lícula té una puntuació mitjana ponderada de 42 sobre 100, basada en 8 crítics, que indica "crítiques mixtes o mitjanes".
L'autor i crític de cinema Leonard Maltin va premiar la pel·lícula amb 2,5 de 4 estrelles, qualificant la pel·lícula de "Una parodia divertida... No sense violència i gore, però encara entretinguda". Stephen Holden de The New York Times va puntuar la pel·lícula amb una puntuació de 3/5 , felicitant la pel·lícula pel seu "sentit de l'humor maniàticament farsa", alhora que va assenyalar que la pel·lícula en si era "brossa".
TV Guide va donar a la pel·lícula un 1/5 d'estrelles, escrivint "Tot i que és ximple, sòrdida i gràficament violenta, The Toxic Avenger té una mica d'encant deformat per als fans d'aquest tipus de coses." Keith Phipps de The A.V. Club va ser molt crític amb la pel·lícula, i va escriure: "Pel que fa a la pel·lícula en si, no deixa de ser una brossa, encara que una mica entretinguda: és massa paròdica per ser bon kitsch i massa bruta per ser tota aquesta diversió." Al seu llibre Comedy-Horror Films: A Chronological History, 1914–2008, Bruce G. Hallenbeck va descriure la pel·lícula com a "repugnant, malaltissa, vil, mal interpretada i produïda de manera descuidada."

## Reboot
El 6 d'abril de 2010 es va anunciar un remake de The Toxic Avenger. El remake estava programat per ser coescrit i dirigit per Steve Pink.
El 12 de setembre de 2016, Variety va informar que Conrad Vernon dirigirà la pel·lícula, mentre que Mike Arnold i Chris Poole estaven vinculats a reescriu el guió de Pink i Daniel C. Mitchell.
El 10 de desembre de 2018, es va anunciar que Legendary Pictures ha guanyat els drets per reiniciar The Toxic Avenger, amb els productors de l'original, Lloyd Kaufman i Michael Herz de Troma Entertainment, per actuar com a productors. El 21 de març de 2019 es va anunciar que Macon Blair escriuria i dirigiria la propera pel·lícula.
El 30 de novembre de 2020, es va anunciar que Peter Dinklage protagonitzaria la pel·lícula. El 14 d'abril de 2021, Jacob Tremblay i Taylour Paige es van afegir al repartiment. Al juny L'11 de 2021, Kevin Bacon, Julia Davis i Elijah Wood  es van unir al repartiment.
La fotografia principal va començar el 21 de juny de 2021 a Bulgària i es va acabar el 14 d'agost de 2021.
The Toxic Avenger (2023) es va estrenar com a pel·lícula d'obertura del Fantastic Fest el 21 de setembre de 2023.